# Ризи, Умберто
Умберто Ризи (итал. Umberto Risi, род. 31 декабря 1940, Рим) — итальянский легкоатлет, выступавший в беге на 3000 метров с препятствиями. Участник летних Олимпийских игр 1968 года.

## Биография
Умберто Ризи родился 31 декабря 1940 года в Риме.
Выступал в легкоатлетических соревнованиях за «Рому» из Рима. Дважды становился чемпионом Италии в беге на 3000 метров с препятствиями. В 1968—1970 годах пять раз устанавливал рекорды Италии, доведя его от результата 8 минут 42,8 секунды до 8.33,8. Дважды выигрывал шоссейный забег «Рим — Остия» (1974, 1978) и восемь раз в 1965—1975 годах побеждал в Новогоднем марафоне в Риме.
В 1965—1976 годах входил в сборную Италии по лёгкой атлетике, участвовал в 35 международных соревнованиях.
В 1968 году вошёл в состав сборной Италии на летних Олимпийских играх в Мехико. В беге на 3000 метров с препятствиями занял предпоследнее, 11-е место в полуфинале, показав результат 9.43,97 секунды и уступив 35,52 секунды попавшему в финал с 4-го места Александру Морозову из СССР.
В 1971 году завоевал бронзовую медаль в беге на 3000 метров с препятствиями на Средиземноморских играх в Измире.
После окончания выступлений стал тренером по лёгкой атлетике и современному пятиборью. Среди его воспитанников — пятиборцы Андреа Валентини и Клаудиа Корсини, участвовавшие в летних Олимпийских играх 2004 и 2008 годов.

## Личный рекорд
- Бег на 3000 метров с препятствиями — 8.33,8 (1970)